# Sung Čching-ling
Sung Čching-ling (čínsky pchin-jinem Sòng Qìnglíng, znaky zjednodušené 宋庆龄, tradiční 宋慶齡, tradiční anglická transkripce Soong Ching-ling, (27. ledna 1893 – 29. května 1981), známá též jako paní Sunjatsenová, byla prostřední ze tří sester Sung (sestra Sung Aj-ling, manželka Dr. Kchung Siang-siho a Sung Mej-ling, manželka Čankajška). Byla manželkou Sunjatsena, zakladatele a předsedy Kuomintangu a prvního prezidenta Čínské republiky. Od konce 40. let zastávala významné funkce ve vládě Čínské lidové republiky, krátce před svou smrtí byla jmenována čestnou prezidentkou ČLR.

## Život

### Mládí, spolupráce a sňatek se Sunjatsenem
Narodila se jako druhé dítě v rodině misionáře a podnikatele Charlese Sunga. Měla pět sourozenců; jednu starší a jednu mladší sestru a tři mladší bratry. Její rodiče vyznávali křesťanské náboženství, byli metodisté. Čching-ling proto dostala kromě čínského i křesťanské jméno Rosamonde. Navštěvovala nejprve anglickou školu pro dívky McTyerie v Šanghaji a v roce 1908, doprovázena svou mladší sestrou Sung Mej-ling, odjela do USA, aby pokračovala ve studiu na Wesleyan College v Maconu ve státě Georgie. Nejstarší sestra Sung Aj-ling tam již studovala od roku 1904.

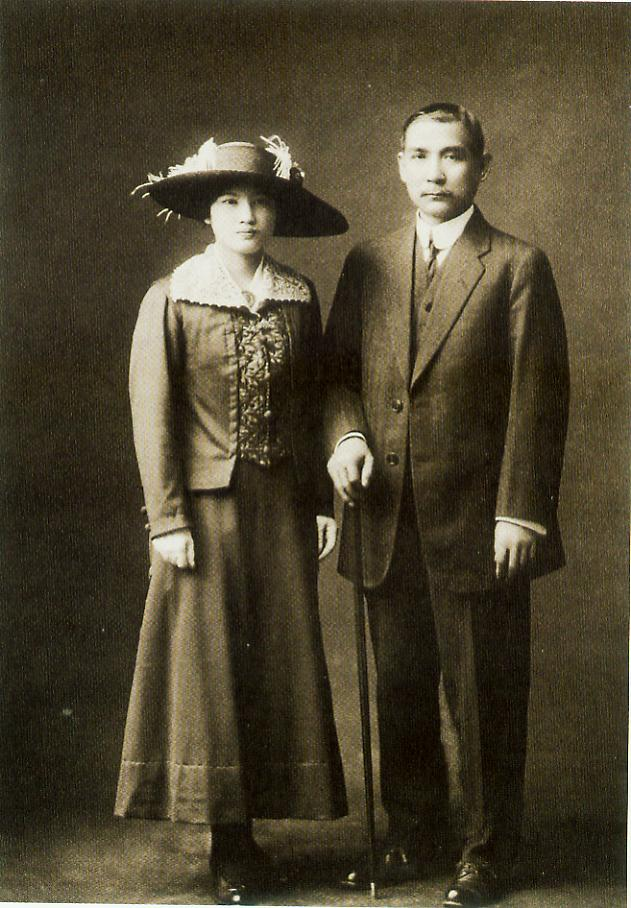
Svatební fotografie Sung Čching-ling a Sunjatsena z roku 1915

Po získání diplomu se vrátila do Šanghaje a vystřídala svoji starší sestru Aj-ling v práci osobní sekretářky a asistentky Sunjatsena, vůdce čínské demokratické revoluce, zakladatele Kuomintangu a pozdějšího prvního prezidenta Čínské republiky. Přes protesty svých rodičů, kterým vadilo, že Sunjatsen je o 26 let starší než ona a je oficiálně ženatý, se rozhodla za něj provdat. Snoubenci odjeli do Japonska, kde se Sunjatsenovi podařilo vyřídit rozvodové formality, a 25. října 1915 tam byli oddáni. Rodiče Sungovi za nimi sice přijeli, ale trvalo několik měsíců, než se se sňatkem své dcery smířili. Manželství Sunjatsena a Sung Čching-ling bylo bezdětné.

### Předválečná léta
V roce 1921 se stal Sunjatsen prvním řádným prezidentem Čínské republiky. Vyznával křesťanskou víru a byl zastáncem demokratických zásad při řízení republiky. Ideově se přikláněl spíše k levicově orientované politice s důrazem na sociální spravedlnost ve společnosti. Sun Čching-ling sdílela všechny jeho morální i politické názory a stala se nepostradatelnou spolupracovnicí v jeho úřadu. Sunjatsen zemřel v březnu roku 1925 a v roce 1926 byla Sung Čching-ling jmenována členkou Ústředního výkonného výboru Kuomintangu, jejímž předsedou se stal Čankajšek. Ten po nástupu do funkce zavedl tvrdou protikomunistickou linii a v roce 1927 vyloučil komunisty z Kuomintangu. Sung Čching-ling to považovala za zradu demokratických ideálů svého manžela a označila jeho akt za „kontrarevoluční“. Na protest proti tomu opustila Čínu, odjela do Moskvy a pak čtyři roky pobývala Evropě. Do Číny se vrátila jen krátce v roce 1929, kdy byly převezeny ostatky jejího manžela Sunjatsena z Pekingu do nového památníku v Nankingu.
Natrvalo se vrátila do Číny v roce 1931, když zemřela její matka Ni Kuej-čen. Žila ve francouzské části Šanghaje až do roku 1937, kdy vypukla čínsko-japonská válka.

### Válečná léta
Po vypuknutí války došlo k příměří v partyzánské válce mezi Čankajškem a komunisty, aby se Čína mohla společně lépe bránit japonské agresi. Také všechny tři sestry Sung spojil společný zájem. Každá z nich hledala cesty a způsoby, jak pomoci Číně v nelehké válečné situaci.
Sung-Čching-ling pobývala v roce 1938 v Hongkongu, kde 14. června téhož roku založila Ligu na obranu Číny (China Defense League), ze které se později stal Institut pro blaho Číny (China Welfare Institute). Výbor této organizace se zabýval především pomocí matkám s dětmi, zajišťováním nezbytné zdravotní péče, předškolní výchovy a dalšími, dětem a ženám prospěšnými aktivitami.

### Poválečná léta a vznik Čínské lidové republiky
Během občanské války, která propukla po skončení 2. světové války a porážce Japonska, stála na straně čínských komunistů. V roce 1948 se stala spoluzakladatelkou Revolučního výboru čínského Kuomintangu, politické strany sestávající z levicových odštěpenců od Kuomintangu, a byla jmenována jeho čestnou předsedkyní. V té době odjela ze Šanghaje do Pekingu, aby se zúčastnila konference svolané Komunistickou stranou Číny k ustavení Ústřední lidové vlády. Dne 1. října 1949 byla hostem na slavnostním ceremoniálu na Náměstí nebeského klidu, které potvrdilo ustavení ČLR. Vedení Kuomintangu vydalo zatykač na Sung Čching-ling 9. října 1949, ale vítězství komunistů v občanské válce donutilo Čankajška a jeho příznivce odejít do exilu na ostrov Tchaj-wan dříve, než mohlo dojít k zatčení.
Po ustavení ČLR v roce 1949 jako jediná z rodiny zůstala v Číně a stala se náměstkyní předsedy Ústřední lidové vlády ČLR. V roce 1950 navštívila z titulu svých funkcí Indii, Barmu, Pákistán a Indonésii. Svoji aktivitu věnovala především dětem a pokračovala tak v činnosti započaté již během čínsko-japonské války. Na přelomu let 1950 a 1951 založila spolu s novinářem Israelem Epsteinem časopis Přestavba Číny (China Reconstructs), později přejmenovaný na Čína dnes (China Today). V roce 1963 dostala k užívání krásný dům na břehu jezera Čchien-chaj v areálu Chrámu nebes v Pekingu. V tomto sídle žila a pracovala po zbytek svého života. Velkým zklamáním pro ni bylo období kulturní revoluce, které započalo v roce 1966 a trvalo 10 let. Její rodina byla označena za nepřátele lidu a hroby jejích rodičů byly zdevastovány. Sung Čching-ling se přátelila s manželkou Mao Ce-tunga Ťiang Čching, která byla jednou z hlavních iniciátorek kulturní revoluce. Ta se jí snažila získat pro práci v Rudých gardách, ale Sung Čching-ling to odmítla. I přes řadu vykonávaných funkcí ve vládě ČLR nebyla po celý svůj aktivní politický život členkou Komunistické strany Číny. Během kulturní revoluce se stala jeden čas terčem napadání ze strany některých funkcionářů. Ale Čou En-laj spolu s Mao Ce-tungem vydali listinu chráněných osob, ve které na prvním místě byla Sung Čching-ling. Ona sama v té době žila stranou ve svém domě a se svou sestrou Sung Mej-ling, která žila s Čankajškem na Tchaj-wanu, si mohla vyměňovat korespondenci jen tajně. Ke konci kulturní revoluce napsala dopis Ústřednímu výboru, ve kterém vyjádřila svoji nespokojenost s tím, co se v Číně děje.

### Členství a funkce v politických stranách a ve vládě ČLR
- členka Ústředního výkonného výboru Kuomintangu (1926–1927)
- spoluzakladatelka a čestná předsedkyně Revolučního výboru čínského Kuomintangu (1948)
- náměstkyně předsedy Ústřední lidové vlády ČLR (1949–1954)
- členka Všečínského shromáždění lidových zástupců (1954–1981)
- náměstkyně předsedy Stálého výboru Všečínského shromáždění lidových zástupců (1954–1959)
- náměstkyně předsedy (viceprezidentka) ČLR (1959–1972)
- úřadující spoluprezidentka ČLR (spolu s Tung Pi-wuem) (1968–1972)
- předsedkyně Stálého výboru Všečínského shromáždění lidových zástupců (1976–1978)
- čestná předsedkyně (prezidentka) ČLR (16. května – 29. května 1981)

### Členství a funkce v organizacích
- zakladatelka a předsedkyně ústředního výboru China Defense League, později přejmenované na China Welfare Institute (od roku 1938)
- předsedkyně Společnosti čínsko-sovětského přátelství (od roku 1950)
- členka byra Světové rady míru (od roku 1950)
- předsedkyně Svazu čínských žen (od roku 1951)

### Ocenění
- Stalinova cena míru (1951)
- Mezinárodní cena míru (1951)

### Publikace
- Boj za novou Čínu, (Sbírka projevů a článků), Svobodné slovo-Melantrich, Praha, 1955

### Závěr života v ČLR

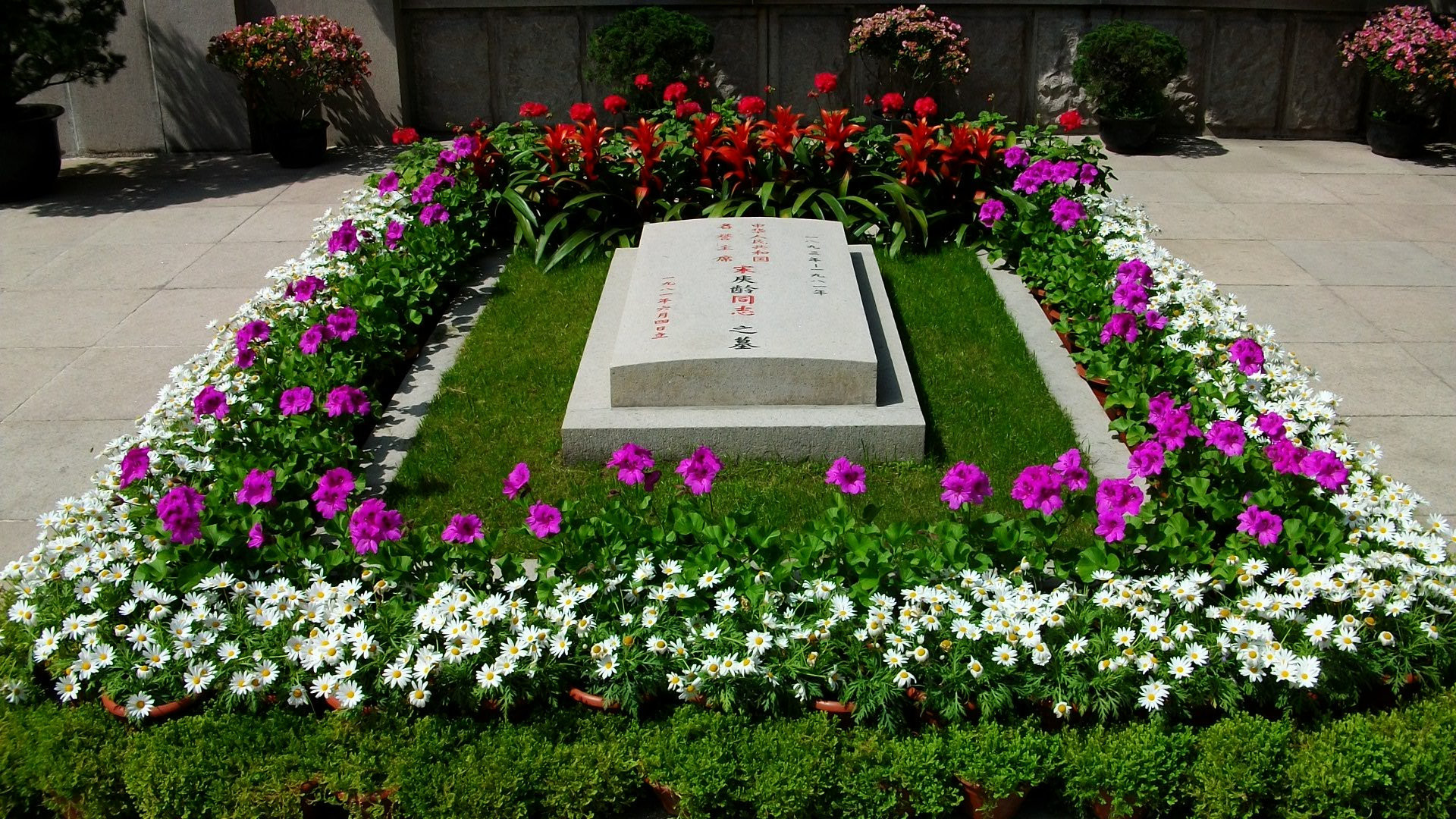
Hrob Sung Čching-ling v Pekingu

Dva týdny před svou smrtí 15. května 1981 se nechala zapsat jako členka Komunistické strany Číny. O den později byla jmenována čestnou prezidentkou ČLR. Zemřela v Pekingu na leukémii 29. května 1981 ve věku 88 let. Podle neteře Kung-Ling-i byla její sestra Sung Mej-ling, která v té době žila v USA, velice smutná z její smrti a hlavně proto, že z politických důvodů musela odmítnout účast na jejím pohřbu. Sung Čching-ling je pohřbena v Pekingu a po své smrti se stejně jako její manžel Sunjatsen, který byl uznáván v ČLR i na Tchaj-wanu, stala symbolem moderní Číny.